# Jeff Archibald
Jeffrey Victor (Jeff) Archibald (Auckland, 2 februari 1952) is een voormalig hockeyer uit Nieuw-Zeeland. 
Met de Nieuw-Zeelandse ploeg nam Archibald driemaal deel aan de Olympische Spelen en behaalde tijdens de editie van 1976 de gouden medaille. 
Archibald zijn zoon Ryan nam als hockeyer tweemaal deel aan de Olympische Spelen.

## Erelijst
- 1972 – 9e Olympische Spelen in München
- 1973 - 7e Wereldkampioenschap in Amstelveen
- 1976 –  Olympische Spelen in Montreal
- 1984 – 7e Olympische Spelen in Los Angeles